# Jessica King
Jessica Louise King (* 31. Mai 1992 in Liverpool) ist eine englische Fußballspielerin.

## Karriere

### Verein
King startete ihre aktive Karriere mit sechs Jahren beim Formby Junior Sports Club und wechselte kurz darauf im Alter von acht Jahren zum FC Liverpool. Bei den Reds debütierte sie im Alter von 16 Jahren und war bereits mit 17 Jahren, im Jahre 2009, die beste Torschützin für den LFC in der FA Women’s Premier League National Division. Nach zwei Jahren auf Seniorenebene verließ sie 2010 studienbedingt England und schloss sich dem Athletic Team Trinity Western Spartans an.  Sie lief vier Jahre für die TWU Spartans auf und spielte in den Semesterferien für Fraser Valley Action in der Pacific Coast Soccer League. Nach vier Spielzeiten in der Conference of Independen Schools (CIS) kehrte sie am 16. Februar 2015 nach Liverpool zurück und unterschrieb beim FC Everton.
Am 1. September 2016 verließ sie nach 1½ Jahren ihre Heimatstadt Liverpool und wechselte in die Schweiz zum FC Basel. Sie debütierte am 10. Spieltag der Nationalliga A am 28. September 2016, bei einem 2:0 über den SC Derendingen Solothurn und erzielte dabei ihr Einstandstor. Sie lief bis zum Sommer 2017 auf, bevor sie den Klub verließ. Im August 2017 unterschrieb King in der Frauen-Bundesliga beim FF USV Jena, am 3. September 2017 gab sie gegen Turbine Potsdam ihr Debüt. Am 9. August 2018 wechselte King zum norwegischen Klub Kolbotn IL. Sie spielte elf Spiele für Kolbotn und erzielte zwei Tore (10/2 in der Liga), bevor sie sich im Februar 2019 dem englischen Klub Lewes FC Women anschloss. Im August 2020 wechselte sie zu Charlton Athletic Women.

## Auszeichnungen
In ihrer Zeit in Kanada, konnte sie zwei Auszeichnungen der Conference of Independent Schools, sowie einen Award der Trinity Western University gewinnen.

### Erfolge
- 2014: CIS Chantal Navert Memorial Award (MVP)
- 2015: TWU Player of the Year
- 2015: Canada West Conference Player of the Year